# Aviva
Cet article concerne une compagnie d'assurance. Pour la station de radio, voir Liste des stations de radio locales en France. Pour le voilier, voir Aviva (IMOCA).
Aviva Plc est une compagnie d'assurance présente dans 14 pays dans le monde et l'une des plus importantes au Royaume-Uni. C'est un des principaux assureurs derrière Allianz, Generali, Axa, hors Europe.

## Histoire

### Anciennes entités
En 1797, Norwich Union est créée par Thomas Bignol à Norwich. En 1856, fondation de l’Abeille bourguignonne société d’Assurance contre la grêle. En 1861, création de Commercial Union Insurance Company. En 1881, création de la Paix protection juridique.
En 1902, General Accident s’installe à Paris. En 1925, création de l'Épargne de France.
En 1968, création de l’Union Financière de France. En 1970, fusion de l’Abeille avec la Paix. En 1976, Assurances Abeille et Paix devient la Compagnie Financière du groupe Victoire. En 1977, démarrage du partenariat de distribution avec l'Association française d'épargne et de retraite (AFER) fondée en 1976.
En 1984, Commercial Union acquiert l’Épargne de France et crée une holding en France. En 1990, Commercial Union crée la marque Direct Eurofil. En 1994, Commercial Union acquiert auprès de Suez les activités d’assurance du Groupe Victoire. En 1997, Abeille Vie (récemment racheté par Commercial Union) détient 74,3 % d’UFF. En 1998, Fusion de Commercial Union et de General Accident pour former CGU France. En 2000, fusion de CGU avec Norwich Union pour former CGNU.

### Création d'Aviva par fusion
Autrefois appelée CGNU, Aviva est née de la fusion d'Abeille Assurances, compagnie française née en 1856 fondée par des agriculteurs bourguignons à Dijon, de Norwich Union née en 1797 à Norwich (GB) et CGU plc (lui-même créé en 1998 par la fusion de Commercial Union et General Accident) en 2000. Le nom "Aviva" a été adopté en juillet 2002.  Il a été imaginé par les salariés à l'issue d'une consultation mondiale ; c'est un palindrome créé de toutes pièces.
En 2008, création d'Aviva Investors, qui regroupe toutes les entités de gestion d’actifs du groupe Aviva, dont Aviva Gestion d’Actifs devenue pour l’occasion Aviva Investors France.
En mars 2014, Aviva vend sa filiale en Turquie à EMF Capital Partners pour un montant indéterminé.
En novembre 2014, Aviva acquiert Friends Life pour 5,6 milliards de livres, les actionnaires de ce dernier détenant 26 % de la nouvelle structure.
En janvier 2016, Aviva acquiert les activités d'assurances « générales » de RBC pour 400 millions de dollars. En février 2017, Aviva vend sa coentreprise d'assurance vie avec Société générale, à cette dernière pour 425 millions de livres.
En avril 2017, le groupe Aviva annonce la vente de la totalité de sa participation, à la hauteur de 50 % dans la joint-venture antarius à Sogecap, filiale du groupe Société générale. Aviva France vend  également son activité de courtage Santé individuel AMIS au groupe Malakoff Médéric.
En mai 2017, Aviva vend des actifs centrés sur l'assurance vie en Espagne à savoir Aviva Vida y Pensiones ainsi que ses participations de 50 % dans Unicorp Vida et Caja España Vida, à Santa Lucia pour 475 millions d'euros.
En septembre 2017, le groupe Aviva annonce la vente de sa coentreprise italienne Avipop Assicurazioni à Banco BPM pour 265 millions d'euros.
En 2018, Aviva France annonce le passage à la marque unique Aviva de ses marques Épargne actuelle et Eurofil.
En septembre 2020, Aviva annonce être entré en négociation exclusive pour la vente de ses activités françaises avec un consortium mené par Allianz et Athora Holding. Toujours en septembre, Aviva vend ses activités à Singapour. En décembre 2020, Aviva annonce la vente de ses activités au Vietnam à ManuLife, pour un montant non dévoilé.
En février 2021, Aviva annonce la vente pour 3,2 milliards d'euros de sa filiale française à Aéma (entité issue de la fusion d'Aésio et Macif), filiale qui redevient ainsi intégralement française et est renommée Abeille Assurances (une des marques historiques de l'entité française).
En mars 2021, Aviva annonce la vente de ses activités polonaises à Allianz pour 2,5 milliards d'euros.
En décembre 2024, Aviva annonce l'acquisition de Direct Line Group pour 3,61 milliards de livres sterling, devenant alors le plus important assureur habitation et assureur auto du Royaume-Uni.

## Activité

### Groupe Aviva
Ses principales activités concernent l'épargne à long terme, la gestion d'actifs et l'assurance dommages. Elle gère 368 milliards d'euros d'actifs au 31 décembre 2018. Le groupe a 31 700 employés dans le monde et desservait 33 millions de clients à fin 2018. Aviva plc est la holding du groupe des sociétés d'Aviva qui regroupent les métiers de l'assurance-vie, de l'épargne à long terme, de la gestion d'actifs et tous les métiers de l'assurance dommages. Elle investit également dans des titres, des biens, des hypothèques, des prêts, et les métiers de l'immobilier.

### Aviva en France
En octobre 2021 Aviva France est revendu à Aéma et est renommé Abeille Assurances. Jean-Philippe Dogneton est président d'Aviva France.
Aviva France était partenaire de l'AFER – Association française d'épargne et de retraite – et détient 71 % du capital d'UFF, la banque patrimoniale. Ce partenariat avec l'AFER est maintenu après 2021 avec Abeille Assurances.

## Filiales
- Royaume-Uni
  - Aviva UK Life - Retraites, placements et épargne à long terme
  - Aviva UK insurance - Assurance dommage
  - Aviva Investors UK - Gestion d'actifs
  - RAC plc - Assistance
- Irlande - Aviva
- Italie - Aviva
- Pologne - CU Aviva
- Canada - Aviva
- France - Aviva, vendue en octobre 2021
- Chine - Aviva COFCO
- Hong Kong - Delta Lloyd
- Inde
- Lituanie - Aviva
- Malaisie - CIMB Aviva
- Singapour - Aviva
- Vietnam - Aviva